# 홈그라운
홈그라운(Homegrown)은 미국에서 제작된 스티븐 질렌홀 감독의 1998년 코미디, 스릴러 영화이다. 존 리스고 등이 주연으로 출연하였고 제이슨 클락 등이 제작에 참여하였다.

## 출연

### 주연
- 존 리스고
- 존 테니

### 조연
- 라이언 필립
- 행크 아자리아
- 빌리 밥 손튼
- 켈리 린치
- 존 본 조비

## 제작진
- 공동제작: 앙드레 라말
- 미술: 리처드 쉐먼
- 배역: 존 브레이스
- 배역: 린다 로위